# Groupe interarmées d'hélicoptères
Pour les articles homonymes, voir GIH.
Le groupe interarmées d'hélicoptères (GIH) est un organisme à vocation interarmées (OVIA) terre  dont la mission principale est l'appui aux forces d'intervention du ministère de l'intérieur, et notamment au GIGN de la Gendarmerie nationale et au RAID de la Police nationale.
Créée en 2006, l'unité est composée de personnels de l'Armée de terre et de l'Armée de l'air et elle est équipée d'hélicoptère de transport SA330 Puma appartenant à ces deux armées. Rattachée au 4e régiment d'hélicoptères des forces spéciales, elle est implantées sur la base aérienne 107 à Villacoublay.

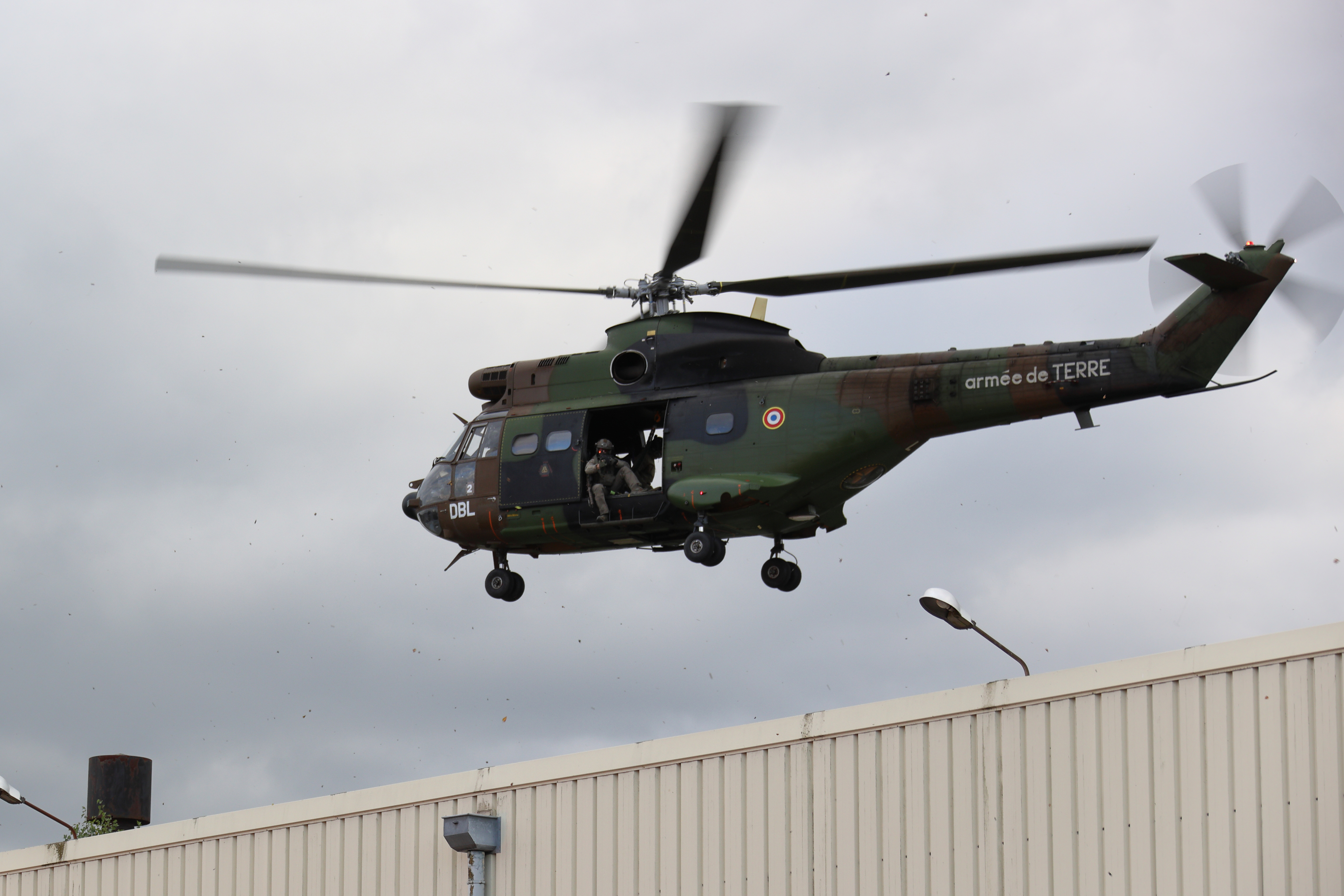
Tireur de précision du GIGN dans un hélicoptère du GIH lors d'une démonstration

## Historique

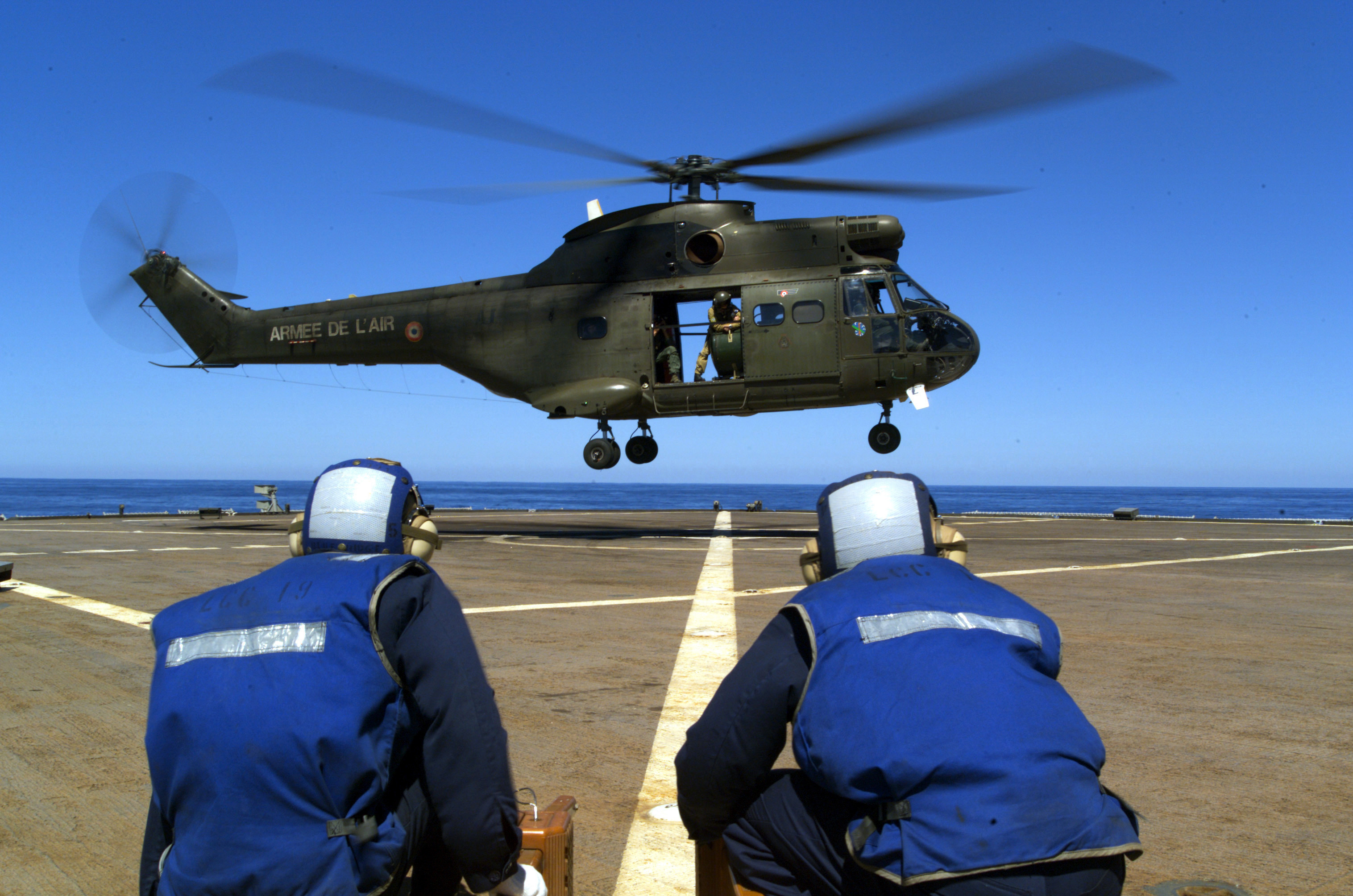
Hélicoptère Puma de l'Armée de l'air

L'hélicoptère fait partie des moyens utilisés par la gendarmerie et la police depuis le début des années 1950. Dès sa création en 1974, le GIGN en particulier a développé des compétences dans ce domaine, l'utilisation de techniques de descente en corde lisse permettant de déposer un petit groupe sur site lors d'une intervention. Par la suite, les forces armées ont développé des techniques d'aérocordage. Toutefois, les hélicoptères de la Gendarmerie ou de la Sécurité civile sont conçus pour l'observation et le secours et sont donc limités tant en capacité d'emport qu'en rayon d'action. Par ailleurs, les missions des forces d'intervention (GIGN, RAID etc.) sont plus proches de celles des forces spéciales que des missions traditionnelles de police et demandent un entraînement et des équipements spécifiques.
Le besoin, identifié lors de la définition des missions du GIGN mais également confirmé par certains événements survenus tant à l'étranger qu'en France, implique la capacité d'effectuer les missions suivantes :
- projection et dépose de personnel et de matériel dans un environnement hostile ;
- vol tactique de jour comme de nuit ;
- extraction de personnel ;
- escorte de convoi, sécurisation de zone et appui embarqué ;
- infiltration et renseignement sur objectif ;
- vol en ambiance NRBC.

Dans un premier temps l'Armée de terre se voit confier la formation en février 2006 d'un Détachement ALAT du Groupement de sécurité et d'intervention de la Gendarmerie nationale ou DETALAT GSIGN , armé à tour de rôle par l'un des régiments ALAT et par le détachement ALAT des opérations spéciales (DAOS).
À ses débuts, le détachement se compose de cinq hélicoptères Puma et de leurs équipages, soit 50 hommes de l'Armée de terre.
Ce dispositif est remplacé le 5 juillet 2006 par un organisme interarmées, le GIH, rattaché au 4e régiment d'hélicoptères de l'Armée de terre mais comprenant un élément fourni par l'Armée de l'air.
Par ailleurs, le RAID, fondé en 1985, développe une coopération avec les forces spéciales de l'Armée de terre, ce qui l'amène à créer ses propres procédures pour les opérations héliportées Par la suite, un protocole d'emploi des hélicoptères du GIH par le RAID est mis en place en 2008 et le RAID adopte les procédures du GIGN dans un but de standardisation .

## Missions

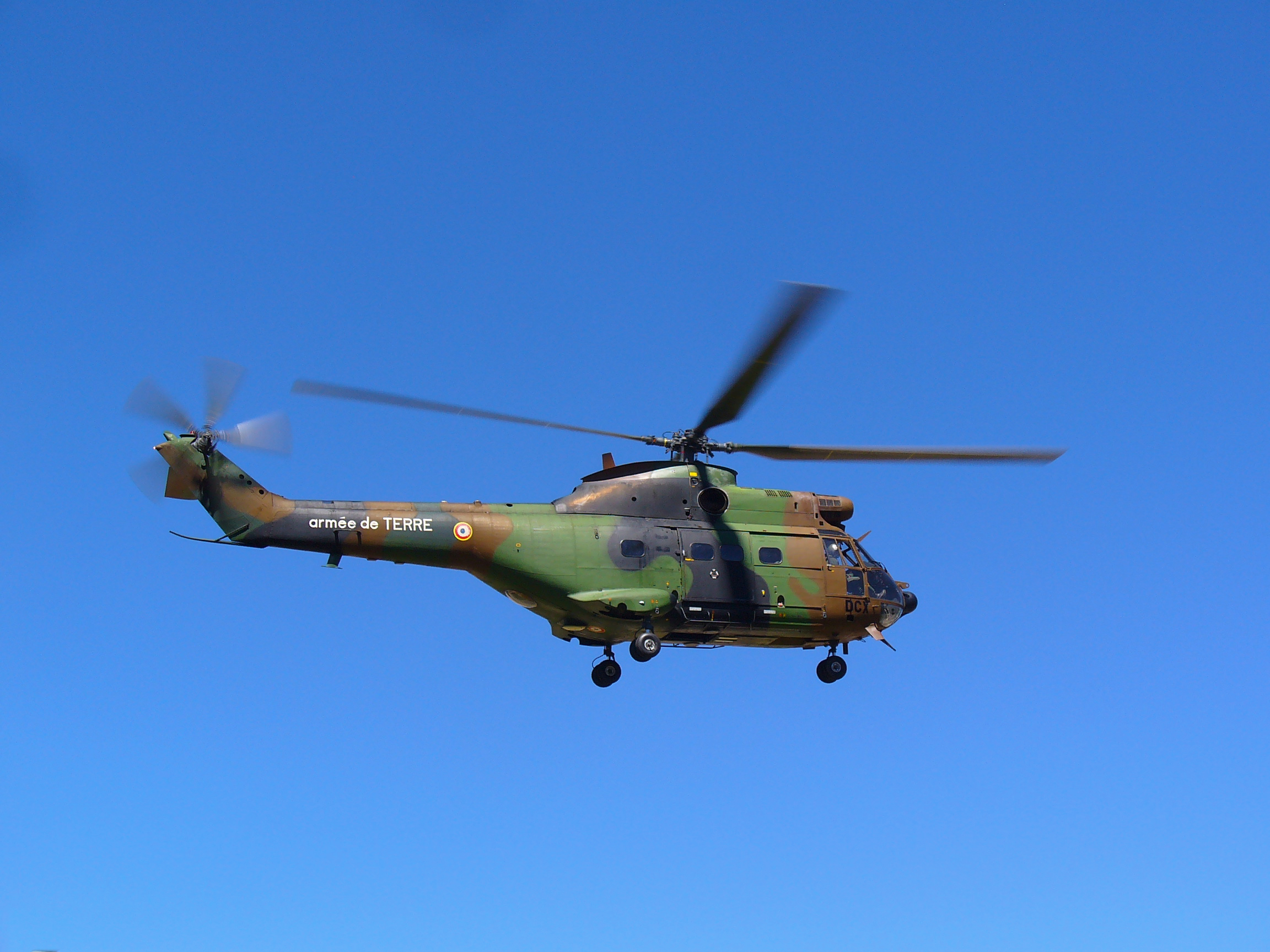
Hélicoptère SA 330 Puma de l'Armée de terre

Le GIH relève du commandement des opérations spéciales (COS) pour l'emploi. Il a pour mission le soutien et l'appui des opérations des forces d'intervention du ministère de l'intérieur, et notamment du GIGN et du RAID.
Le GIH remplit trois types de mission : 
- soutien avec projection de personnels en zone sécurisée et sans engagement des vecteurs (ie hélicoptères) dans l’intervention
- appui, la projection de personnels (en environnement sécurisé ou non) s’accompagnant d’un engagement des appareils en appui renseignement ou feu
- exceptionnellement, transport de personnalités ou de personnels et équipements de défense civile.

Le GIH maintient une permanence opérationnelle pour certaines missions du GIGN, notamment dans le cadre des plans NRBC-E (nucléaire-radiologique-biologique-chimique-explosifs), Piratom et Piratmer.
Les types de missions et les procédures d'engagement des moyens du GIH au profit des forces d'intervention sont définies par un protocole entre le ministère de la défense et le ministère de l'intérieur, le contrat opérationnel initial pour le GIGN étant fixé à la projection de 25 hommes et 2,2 tonnes de fret dans un rayon de 400 kilomètres avec un délai d’alerte d’une heure, ce qui nécessite l’engagement de quatre hélicoptères. 
En fonction des ressources disponibles, et dans la mesure où la mission principale peut être assurée, le COS peut demander à disposer des moyens du GIH pour l'entraînement ou les missions de ses propres unités.

Démonstration du GIH avec le GIGN - Beynes octobre 2021
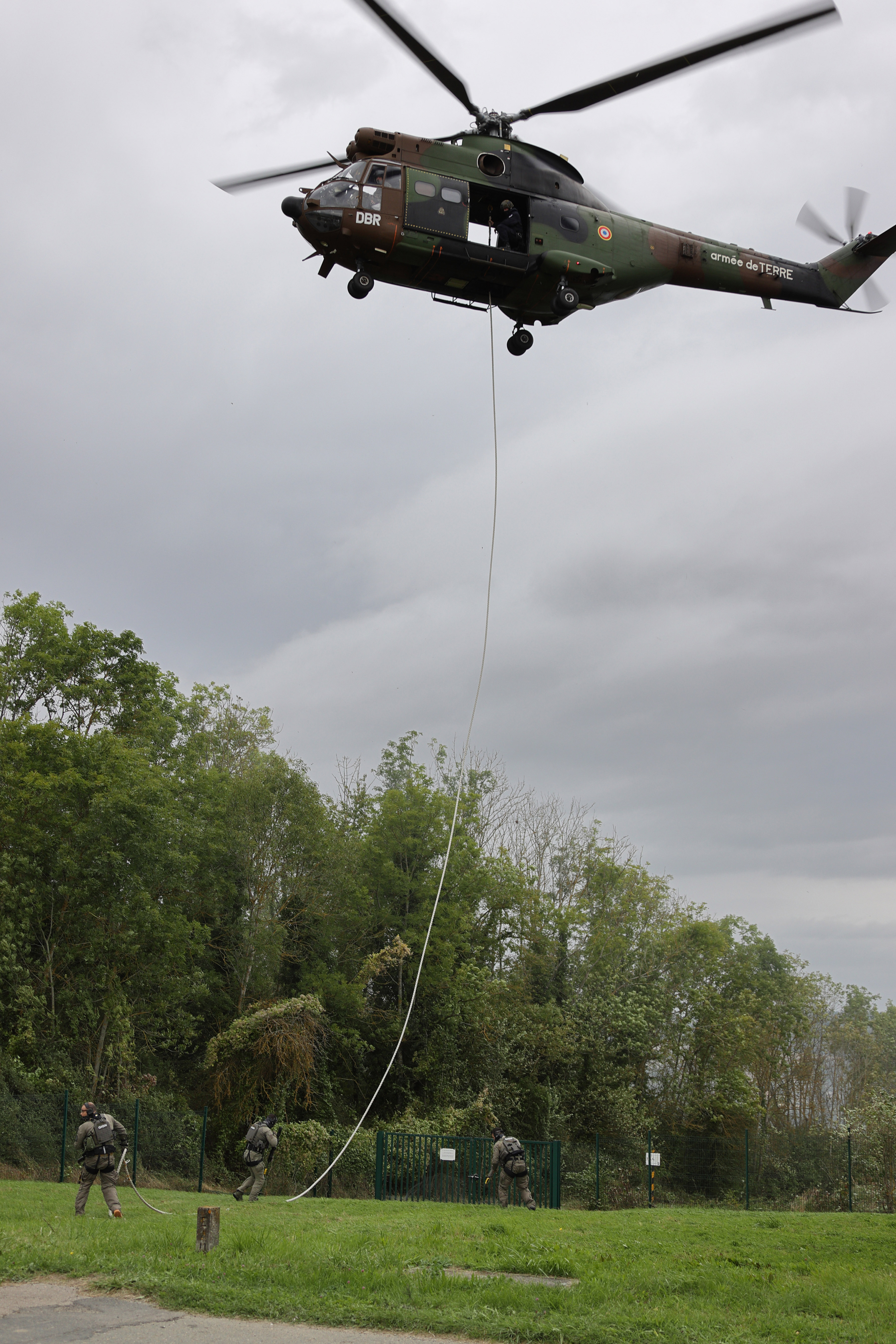
Évacuation d'une équipe de la Force Sécurité Protection (FSP) du GIGN par une Puma du GIH
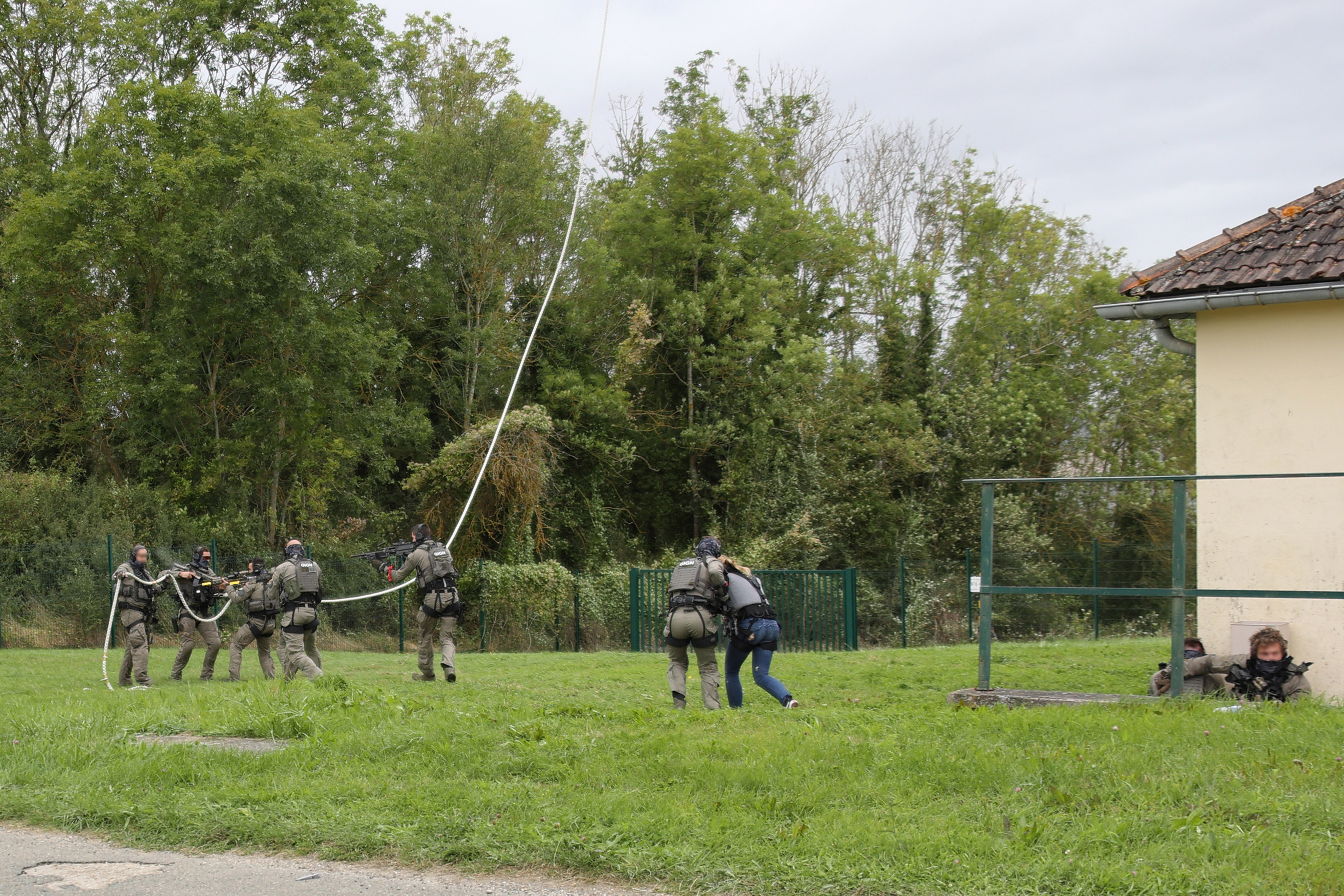
Préparation de l'évacuation
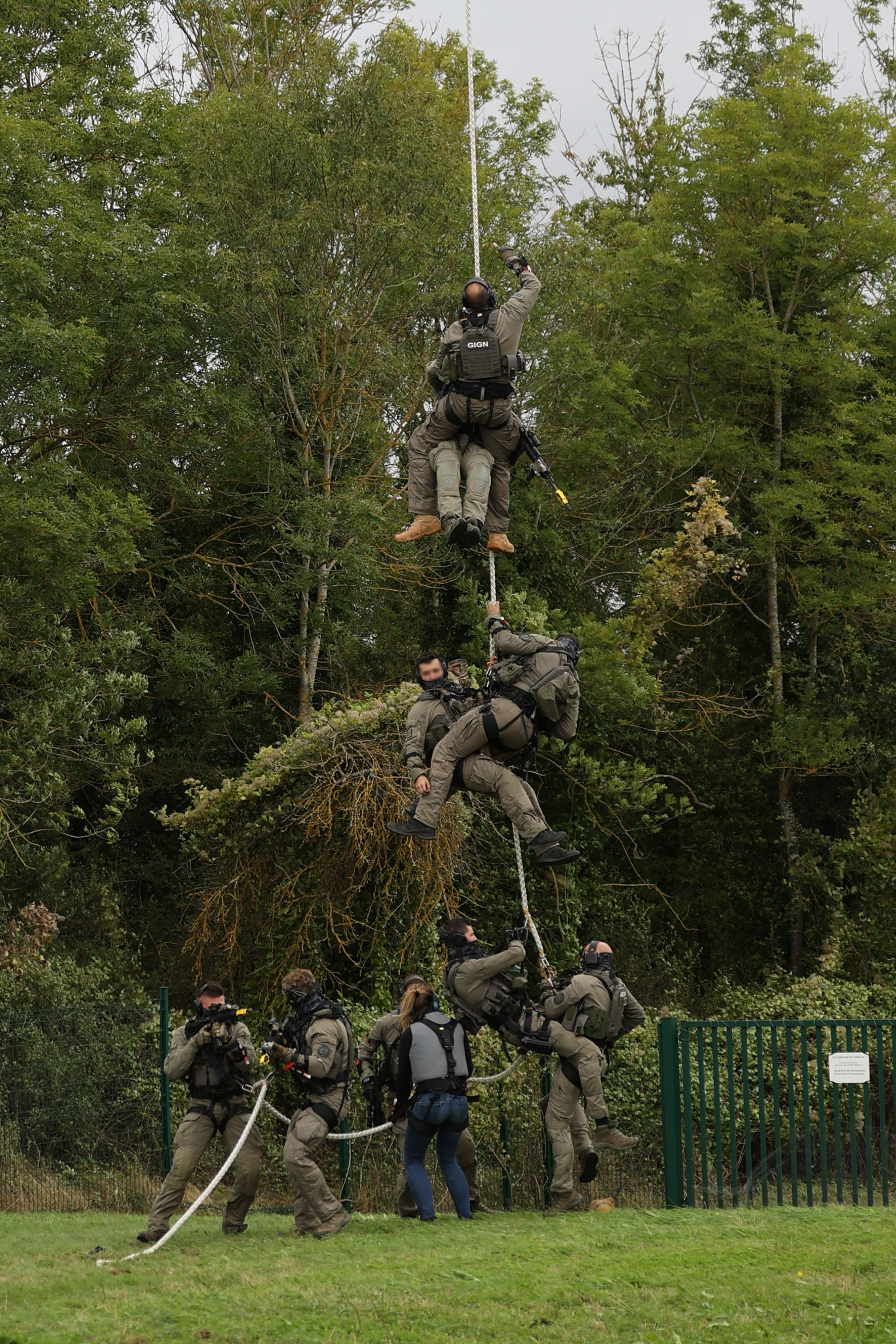
Évacuation de l'équipe FSP
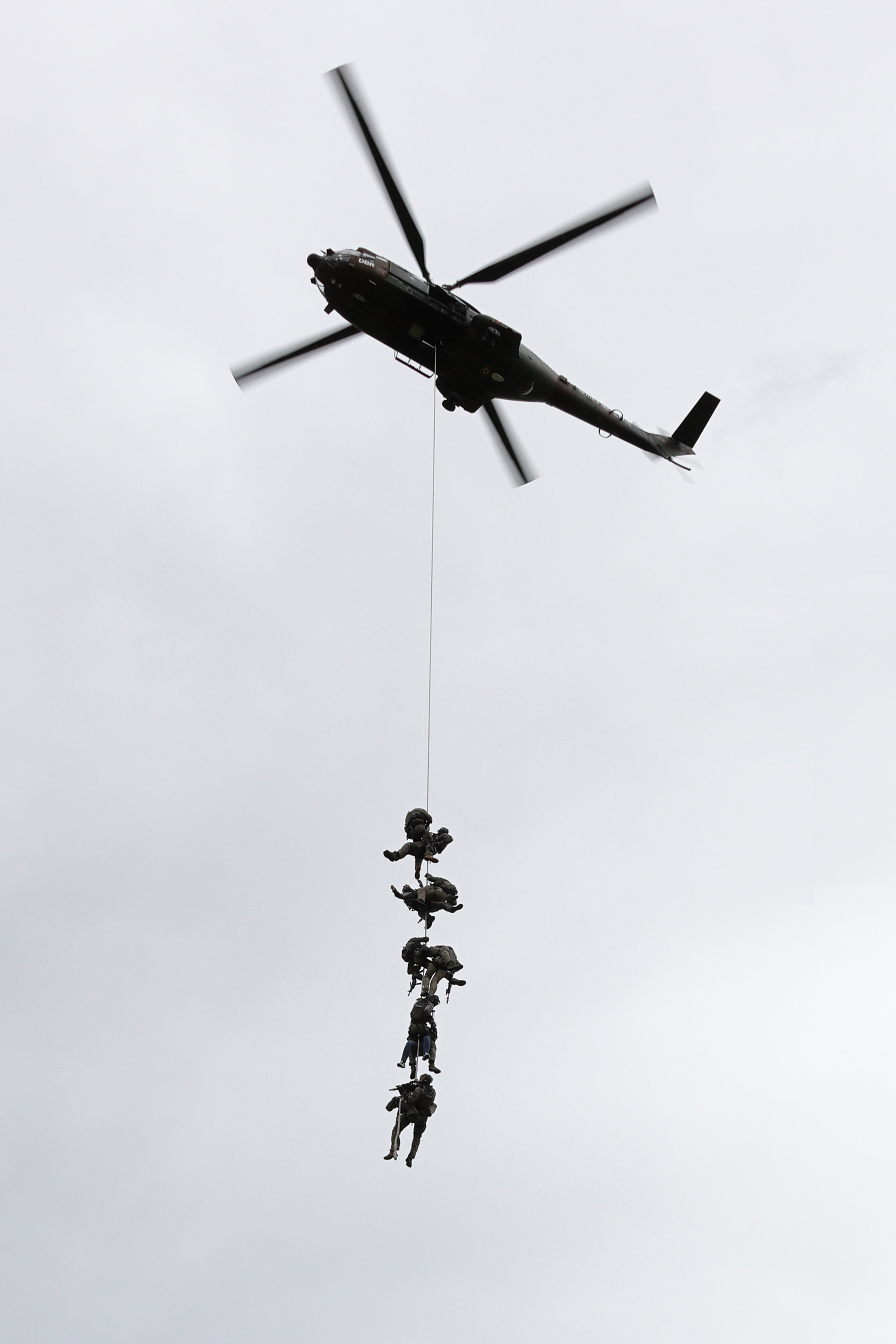
Fin de l'évacuation et départ du site

## Organisation et moyens

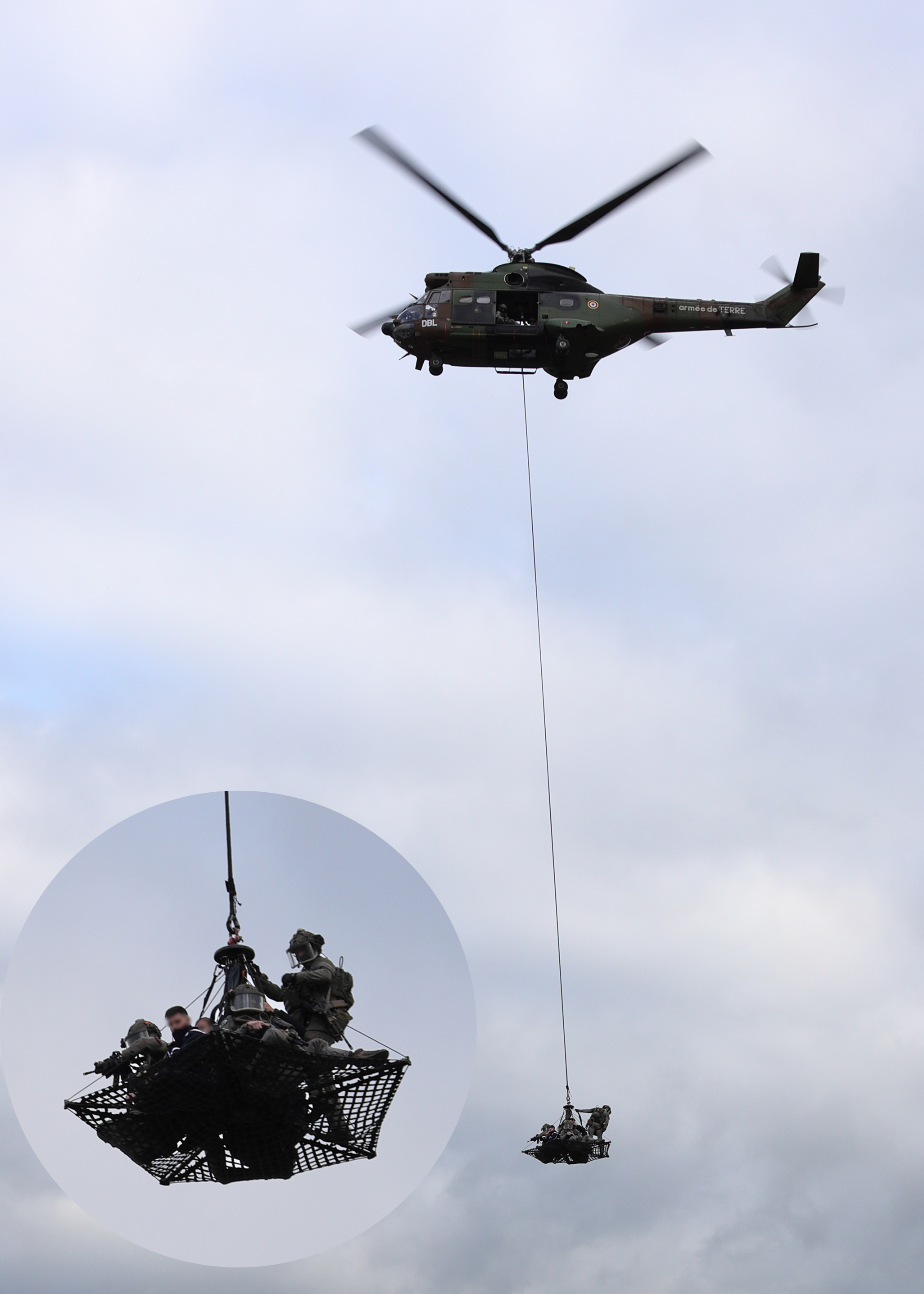
Évacuation d'otages avec une nacelle ESCAPE par un hélicoptère du GIH lors d'une démonstration du GIGN

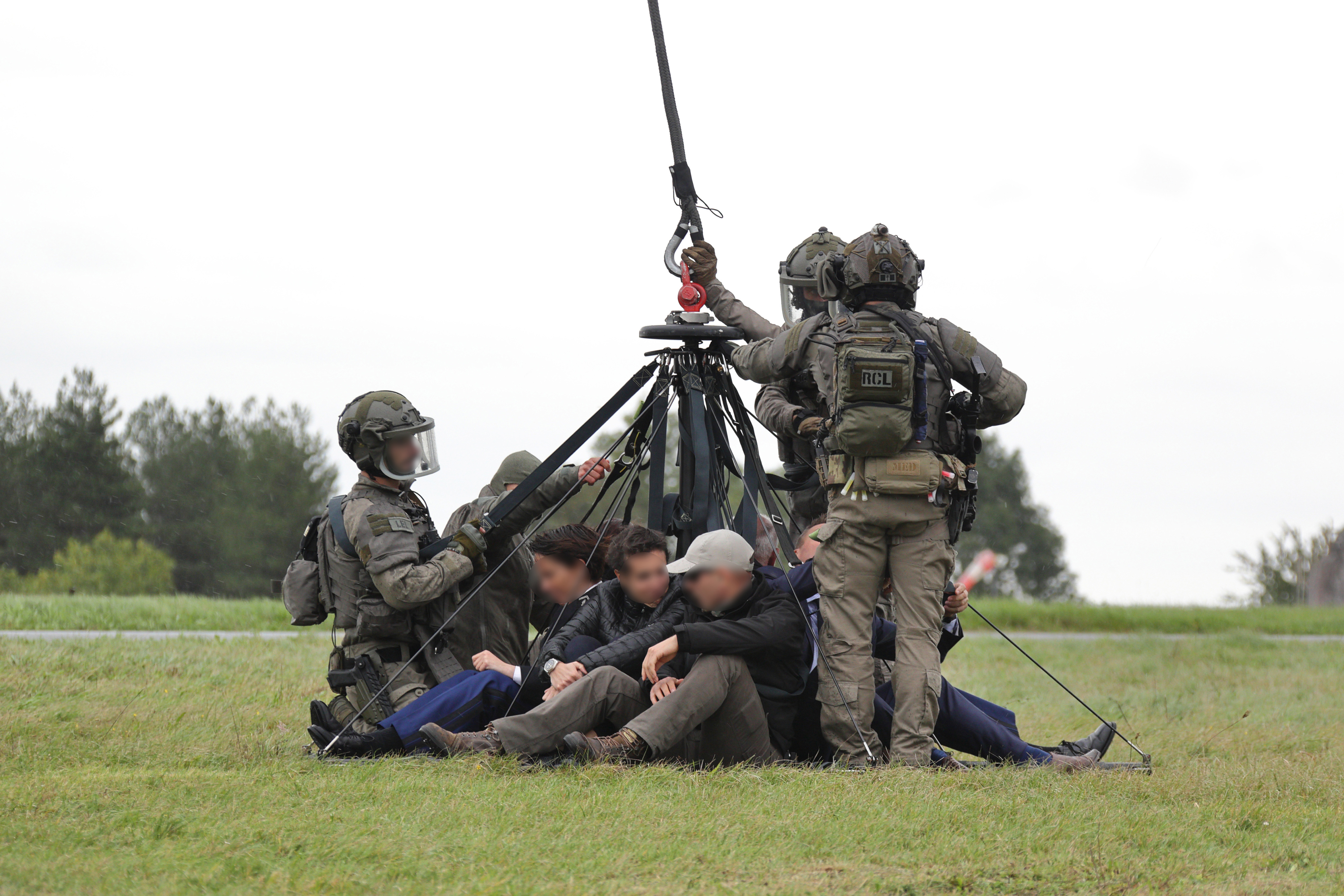
Démonstration de la nacelle ESCAPE par le GIGN et le GIH - octobre 2021

Placé sous l'autorité d'emploi du COS (Commandement des Opérations Spéciales), le GIH relève organiquement de l'armée de terre.
Il est rattaché au 4e régiment d'hélicoptères des forces spéciales (4e RHFS), qui est chargé :
- de l'instruction, de l'entraînement et de la préparation opérationnelle de l'unité ;
- du contrôle de l'application des mesures de sécurité spécifique relatives aux opérations spéciales ;
- de la réalisation des besoins à satisfaire dans tous les domaines qui concourent au maintien de la capacité opérationnelle de l'unité.

Le 4e RHFS vérifie l'aptitude du GIH à remplir ses missions.
L'unité est composée d'un élément fourni par l'Armée de terre : l'escadrille des opérations spéciales 4 (EOS 4), et d'un élément fourni par l'Armée de l'air : l'escadrille des opérations spéciales 5 ou EOS 5, également identifiée comme l'élément air EA GIH 07.067 dans la nomenclature de l'Armée de l'air. Ces deux escadrilles appartiennent au 4e régiment d'hélicoptères des forces spéciales.
L'effectif initial était de six hélicoptères Puma : quatre pour l'EOS 4 et deux pour l'EOS 5 mais l'Armée de l'air a réduit sa contribution à un appareil en 2012.
En 2015, l'unité assure une astreinte permanente avec un minimum de deux appareils disponibles 24h sur 24 au profit du GIGN et du RAID.
Le commandant du GIH est un officier supérieur de l'Armée de terre, le commandant en second est issu de l'Armée de l'air.
Hommes et appareils sont interchangeables : des équipages de l’Armée de l’air peuvent voler sur des appareils de l’Armée de terre et inversement.
Le soutien est assuré par les groupements de soutien des bases de défense (GSBdD) de Pau (personnel) et de Villacoublay (administration générale et soutien commun). La maintenance des aéronefs est assurée par l'Escadron de soutien technique aéronautique (ESTA) 2E.060 de l'Armée de l'air, renforcé par du personnel de l'Armée de terre.
La cellule aéromobilité du GIGN organise et coordonne les missions menées par le groupe avec le GIH.
Certains des équipements utilisés par le GIH ont été développés par le GIGN et notamment la nacelle ESCAPE (Engin suspendu pour réCupération Active de Personnes Exposées), qui permet également la mise en place d'équipiers en sus de leur récupération

## Engagements
Le GIH a notamment été engagé lors de l'intervention du GIGN qui s'est conclue par l'Assaut de Dammartin-en-Goële en janvier 2015.